# لگاریتم دودویی

گراف log_{2} x به عنوان تایع عدد حقیقی x

در ریاضیات، لگاریتم دودویی (انگلیسی: Binary logarithm)  ‏ (log2 n) توانی است که عدد 2 با رسیدن به آن برابر n خواهد بود. به عبارت دیگر برای هر عدد حقیقی x,
{\displaystyle x=\log _{2}n\quad \Longleftrightarrow \quad 2^{x}=n.}
مثلاً لگاریتم دودویی ۱ برابر صفر، لگاریتم دودویی ۴ برابر ۲، و لگاریتم دودویی ۳۲ برابر ۵ است.
لگاریتم دودویی لگاریتم در مبنای ۲ است. تابع لگاریتم دودویی تابع وارون تابع توان دو است. علاوه بر log2، لگاریتم دودویی را با نشان‌هایی lg, ld، و lb هم نشان می‌دهند.
لگاریتم دودویی را نخستین بار لئونهارد اویلر در تئوری موسیقی استفاده کرد؛ به‌این صورت که لگاریتم دودویی نسبت بسامدهای دو لحن موسیقی برابر اختلاف تعداد اکتاوهای آن دو لحن است. لگاریتم باینری
برای نمایش محاسبهٔ طول گراف یک عدد در دستگاه اعداد دودویی یا تعداد بیت‌های مورد نیاز برای کدگذاری یک پیام در نظریه اطلاعات به‌کار می‌رود. در علوم رایانه لگاریتم دودویی برای محاسبهٔ تعداد مراحل الگوریتم جستجوی دودویی و الگوریتمهای مشابه به کار گرفته می‌شود.
لگاریتم دودویی در توابع ریاضی سی و دیگر بسته‌های ریاضیاتی نرم‌افزاری گنجانده شده‌است.